# Fanny Pruvost
Pour les articles homonymes, voir Pruvost.
Fanny Pruvost (née le 21 mai 1979 à Saint-Omer) est une athlète française, spécialiste des courses de fond.

## Palmarès
| Année | Épreuve                                 | Lieu            | Position | Type          | Temps           |
| ----- | --------------------------------------- | --------------- | -------- | ------------- | --------------- |
| 2012  | Route du Louvre                         | Lens            | 1re      | 10 kilomètres | 36 min 05 s     |
| 2015  | Route du Louvre                         | Lens            | 1re      | 10 kilomètres | 36 min 28 s     |
| 2015  | Championnats de France en salle         | Aubière         | 1re      | 3 000 mètres  | 9 min 44 s 48   |
| 2016  | Route du Louvre                         | Lens            | 1re      | 10 kilomètres | 36 min 56 s     |
| 2016  | Course Marseille-Cassis                 | Marseille       | 6e       | 20 kilomètres | 1 h 16 min 34 s |
| 2016  | Championnats de France en salle         | Aubière         | 2e       | 3 000 mètres  | 9 min 28 s 12   |
| 2017  | Route du Louvre                         | Lens            | 1re      | 10 kilomètres | 36 min 54 s     |
| 2017  | Championnats de France de semi-marathon | Bourg-en-Bresse | 1re      | Semi-marathon | 1 h 14 min 20 s |
| 2018  | Championnats de France en salle         | Aubière         | 2e       | 3 000 mètres  | 9 min 27 s 34   |